# Gamma Volantis
Gamma Volantis (γ Volantis / γ Vol) è una stella binaria della costellazione del Pesce Volante. Visualmente le due componenti distano 14 secondi d'arco tra loro, e considerando la loro magnitudine combinata, pari a 3,60, risulta essere l'astro più brillante della propria costellazione. Dista 142 anni luce dal sistema solare.

## Osservazione
Posta nella piccola costellazione australe del Pesce Volante, la sua visibilità è quasi del tutto limitata alle sole regioni poste a sud dell'equatore, con la sola eccezione delle aree più meridionali dell'emisfero boreale, nella fascia tropicale. Essendo di magnitudine 3,6, la si può scorgere anche dai piccoli centri urbani, sebbene un cielo non eccessivamente inquinato sia maggiormente indicato per la sua individuazione.
Il periodo più propizio per la sua osservazione nel cielo serale ricade nel mesi compresi fra dicembre e maggio.

## Caratteristiche fisiche
γ2 Volantis, avendo una magnitudine pari a 3,77, è la stella più brillante della coppia ed è una gigante arancione di classe spettrale K0III. Ha una massa 2,5 volte quella del Sole ed un raggio quasi 13 volte superiore. La sua luminosità è 70 volte superiore a quella del Sole, mentre la temperatura superficiale è attorno ai 4700 K.
γ1 Volantis è invece una stella bianco-gialla di sequenza principale di classe F2V, con una massa del 60% superiore a quella solare, un raggio quasi doppio ed una luminosità circa 8 volte superiore al Sole.
Non esistono sufficienti dati per definire esattamente i parametri orbitali del sistema; in teoria la separazione delle due stelle è di circa 600 UA e il periodo orbitale del sistema superiore a 7500 anni. Data questa distanza, vista da γ1 Volantis la sua più luminosa compagna brillerebbe come sei volte la Luna piena.